# Valsgärde

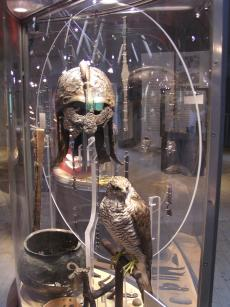
La tumba de un guerrero contenía un casco y un halcón (un atributo real). El círculo de detrás del casco muestra la talla aproximada del escudo.

Valsgärde es una granja cerca del río Fyris, a 3 km al norte de Gamla Uppsala, la antigua morada de los reyes suecos y el centro de la fe pagana en Suecia. La granja actual se remonta al siglo XVI. La reputación de ésta se basa en la presencia de un cementerio que data de la Era de Vendel, comprendida en la Edad del Hierro, y de la Edad vikinga. Esta ubicación funeraria estuvo activa durante más de 300 años. El primer barco funerario data del siglo VI y las últimas tumbas son del siglo XI.

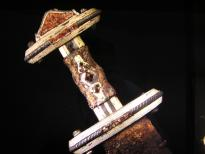
Empuñadura de una espada decorada proveniente de Valsgärde.

La ubicación fue descubierta y excavada por arqueólogos en los años 1920, y antes de estas tumbas sólo habían sido encontradas en Vendel, que dio su nombre a este período de la edad de hierro escandinava. Las tumbas son principescas y casi idénticas a las halladas más tarde en Sutton Hoo, Anglia del Este (Inglaterra). 
Hay varias teorías sobre las identidades de los enterrados. Podrían ser guerreros poderosos de dentro del sistema de leidang, o los hombres locales fuertes que se habían enriquecido con el comercio debido a la posición estratégica del área entre el fiordo de Mälaren y la región importante de Tiundaland. 